# Franklin Cascaes
Franklin Joaquim Cascaes (São José, 16 de outubro de 1908 – Florianópolis, 15 de março de 1983) foi um pesquisador da cultura açoriana, folclorista, ceramista, antropólogo, gravurista e escritor brasileiro. Cascaes nasceu na praia de Itaguaçu, na época, pertencente ao município de São José, hoje localizada na parte continental de Florianópolis.

## Biografia
Dedicou sua vida ao estudo da cultura açoriana na Ilha de Santa Catarina e região, incluindo aspectos folclóricos, culturais, suas lendas e superstições. Usou uma linguagem fonética para retratar a fala do povo no cotidiano. Seu trabalho somente passou a ser divulgado em 1974, quando tinha 66 anos.

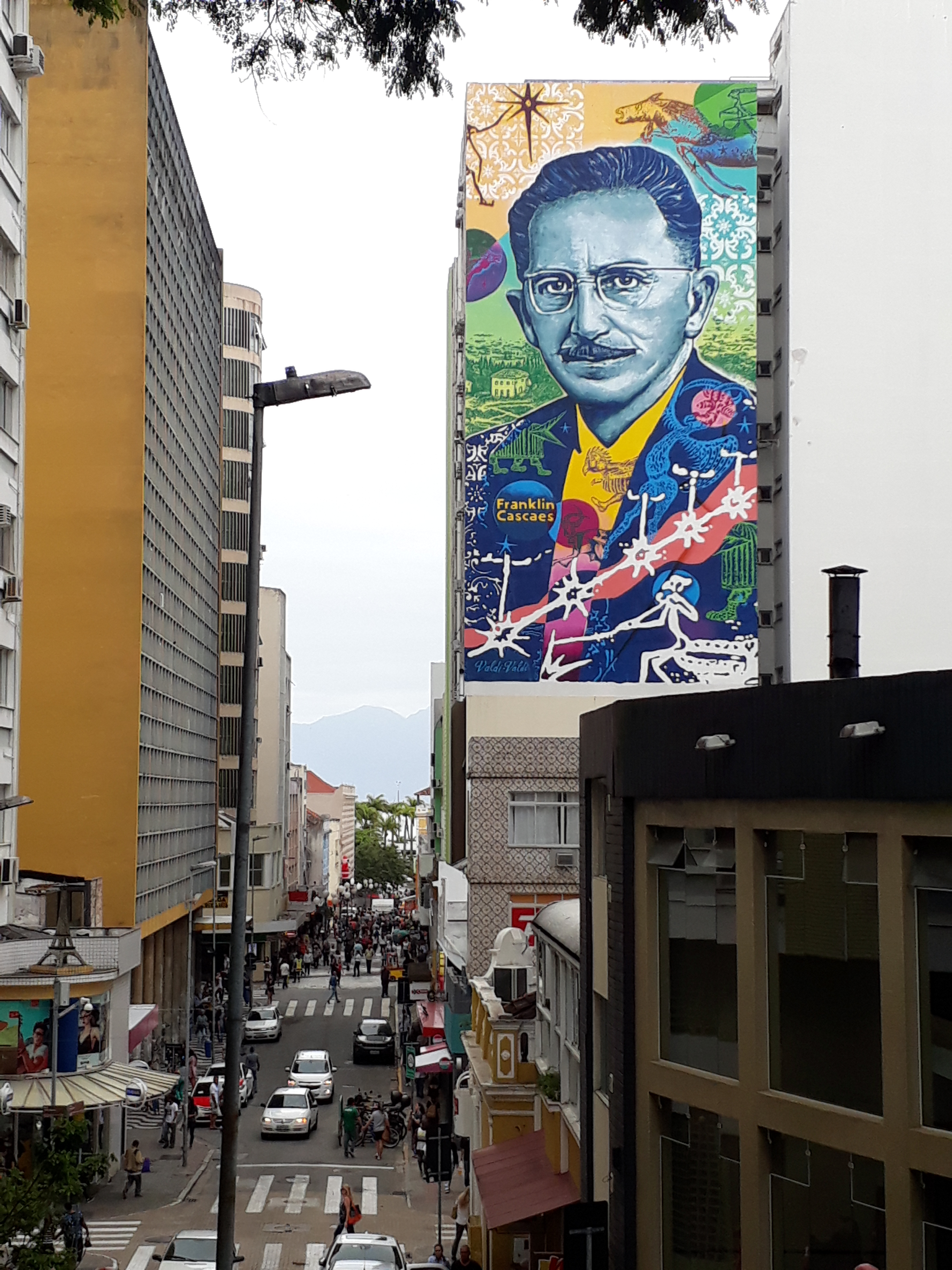
Painel homenageando Franklin, nas ruas de Florianópolis.

No ano de 1983, um acervo chamado "Coleção Professora Elizabeth Pavan Cascaes", que ainda está em fase de documentação, foi criado, com doações do próprio autor contendo suas obras artísticas. Hoje, o acervo está sob a guarda da Universidade Federal de Santa Catarina no MArquE (Museu de Arqueologia e Etnologia Oswaldo Rodrigues Cabral), que realiza um bom trabalho na conservação do frágil acervo do mestre. São aproximadamente 3.000 peças em cerâmica, madeira, cestaria e gesso; 400 gravuras em nanquim; 400 desenhos a lápis e grande conjunto de escritos que envolvem lendas, contos, crônicas e cartas, todos resultados do trabalho de 30 anos de Franklin Cascaes junto a população ilhoa coletando depoimentos, histórias e estórias místicas em torno das bruxas, herança cultural açoriana.
Em 1991, a extinta Rede Manchete produziu a minissérie Ilha das Bruxas, escrita por Paulo Figueiredo a partir da obra de Franklin Cascaes.
Em 2008, no centenário de seu nascimento, o pesquisador foi homenageado com o livro Treze Cascaes, uma coletânea de treze contos de diferentes autores, que recriaram uma história em cima das histórias de Franklin Cascaes. O livro é dedicado a resgatar a cultura açoriana da região da grande Florianópolis.
Em 2017, o artista recebeu homenagem nas ruas do Centro de Florianópolis, através de uma enorme arte urbana elaborada pelo artista grafiteiro Thiago Valdí, por incentivo da Fundação Municipal de Cultura Franklin Cascaes.

## Principais obras
Contos
- Balanço da pirueta voadora
- Nossa Senhora, o linguado e o siri
- A Bruxa metamorfoseou o sapato
- Balé das mulheres bruxas
- Mulheres bruxas atacando cavalos
- O Boitatá
- Mulheres dando nós em caudas e crinas de cavalos

Livros
- O Fantástico na Ilha de Santa Catarina (Volumes 1 e 2) [9]